# بزروکافکا
بزروکافکا (به لاتین: Bezrukavka) یک منطقهٔ مسکونی در روسیه است که در سرزمین آلتای واقع شده‌است.